# Ca l'Arqués
Ca l'Arqués és un edifici de Manlleu (Osona) inclòs a l'Inventari del Patrimoni Arquitectònic de Catalunya.

## Descripció
Es tracta d'un edifici de planta baixa i pis, representativa de la faceta eclèctica de Lluís coll. Les proporcions d'obertures i les dimensions del remat de façana li donen un caire monumentalista. Ha sofert modificacions a la planta baixa.
A la planta baixa hi trobem tres portalades i a la planta pis tres obertures unides per un balcó amb barana de forja molt treballada. Diversos elements decoren les obertures i el remat de coberta.